# Petar Musa
Petar Musa (* 4. března 1998 Záhřeb) je chorvatský profesionální fotbalista, který hraje na pozici útočníka za americký klub FC Dallas a za chorvatský národní tým.

## Klubová kariéra

### NK Záhřeb
Musa nastupoval v mládežnických letech za chorvatský NK Záhřeb, za který odehrál 16 zápasů.

### Slavia Praha
V roce 2017 zamířil mladý útočník do Slavie, odkud hned odešel na hostování do druholigového Žižkova.

#### Viktoria Žižkov (hostování)
Na Žižkově strávil jednu a půl sezóny a v 37 zápasech vsítil 12 gólů.

#### Slovan Liberec (hostování)
Po hostování v Žižkově měl do konce sezóny 2019/2020 hostovat v Liberci, ale Slavia ho v půlce sezóny z hostování stáhla, za tu dobu stihl odehrát 32 zápasů a vstřelit 8 gólů.

#### Zpět ve Slavii
V půlce sezóny 2019/2020 ho Slavie stáhla z hostování v Liberci, aby zbytek sezony dohrál ve Slavii.
Na konci této sezóny pak se Slavií mohl slavit mistrovský titul a navíc se spolu s Liborem Kozákem stal nejlepším střelcem.